# ソップコップ県
ソップコップ県（
ベトナム語：Huyện Sốp Cộp / 縣數及）は、ベトナム社会主義共和国ソンラ省の県。面積は1,467.9 km²、人口は45,050人（2019年）である。2003年にソンマー県から分離する形で成立した。

## 行政区画
8社を管轄する。